# Cameron (Carolina del Nord)
Cameron è un comune degli Stati Uniti d'America, nella Contea di Moore nello Stato della Carolina del Nord.